# Signalzeitenplan

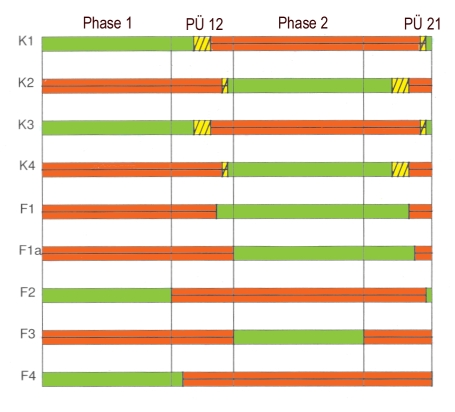
Auszug aus einem Signalzeitenplan

Der Signalzeitenplan mit Zeitmaßstab dient zur grafischen Darstellung des Signalprogramms einer Ampelanlage. Auf der linken Seite werden die einzelnen Signalgruppen der Ampelanlage aufgelistet. Innerhalb des Zeitenplanes werden die Signalzeiten, also Grün- und Rotphasen, in Sekunden aufgetragen. Zwischen den Phasen für Kraftfahrzeuge finden so genannte Phasenübergänge oder Gelbphasen statt. Der Zeitpunkt, an dem es zu einer Änderung des Signalisierungszustandes kommt, wird als Einsatzpunkt bezeichnet. Der gesamte Ablauf von links nach rechts stellt einen Umlauf dar und entspricht der Umlaufzeit der Lichtsignalanlage. Der Augenblick, an dem das Signalprogramm gestartet wird, wird Einschaltzeitpunkt genannt.
Der Plan kann mit Hilfe von speziellen EDV-Programmen (z. B. CROSSIG, LISA+, Sitraffic Office) entwickelt werden, da bei großen Knotenpunkten mit einer großen Zahl von Signalgruppen und Verkehrsströmen leicht der Überblick verloren geht. Neben dem Signalzeitenplan wird für einen Knotenpunkt auch eine Zwischenzeitmatrix erstellt.